# Châteaux de Laxenbourg
 (mai 2025).
Si vous disposez d'ouvrages ou d'articles de référence ou si vous connaissez des sites web de qualité traitant du thème abordé ici, merci de compléter l'article en donnant les références utiles à sa vérifiabilité et en les liant à la section « Notes et références ».
Les châteaux de Laxenbourg (en allemand : Schlösser von Laxenburg) sont un ensemble de résidences impériales et royales dans la municipalité de Laxenbourg en Basse-Autriche, au sud de Vienne. Jusqu'à la fin de la monarchie austro-hongroise, le complexe de bâtiments fait partie des résidences principales des Habsbourg. Le vaste parc comprend l'ancien château, le nouveau château appelé le Blauer Hof (cour bleu) et le château de Franzensburg.

## Histoire
La tradition de Laxenbourg commence avec l'empereur Charles VI au début du XVIIIe siècle. Sous le règne de sa fille, l'impériatrice Marie-Thérèse, on fait une avenue en ligne droite jusqu'au château de Schönbrunn, l'actuelle Schönbrunner Allee. En 1845, on construisit même un chemin de fer (Laxenburger Bahn), partant du réseau ferroviaire de la Südbahn à Mödling, qui n'existe plus aujourd'hui.
L'empereur François-Joseph Ier d'Autriche et l'impératrice Élisabeth y passent leur lune de miel en 1854. Deux de leurs enfants, Gisèle (1856-1932) et Rodolphe (1858-1889), y sont nés. Pendant la Première Guerre mondiale, en 1917 et en 1918, le dernier empereur Charles Ier résida à Laxenbourg pour être proche du commandement suprême des forces armées austro-hongroises à Baden. Son frère cadet, l'archiduc Maximilien-Eugène, y célèbre ses noces le 29 novembre 1917. Pour être près de l'empereur, des nobles et des hauts fonctionnaires font bâtir d'autres châteaux plus petits et des villas.
Après la guerre, les Habsbourg ont été expropriés pour le bon vouloir de la Première République. Une société d'exploitation chargée de la gestion des châteaux et parcs a été créée en 1962.

## L'ancien château

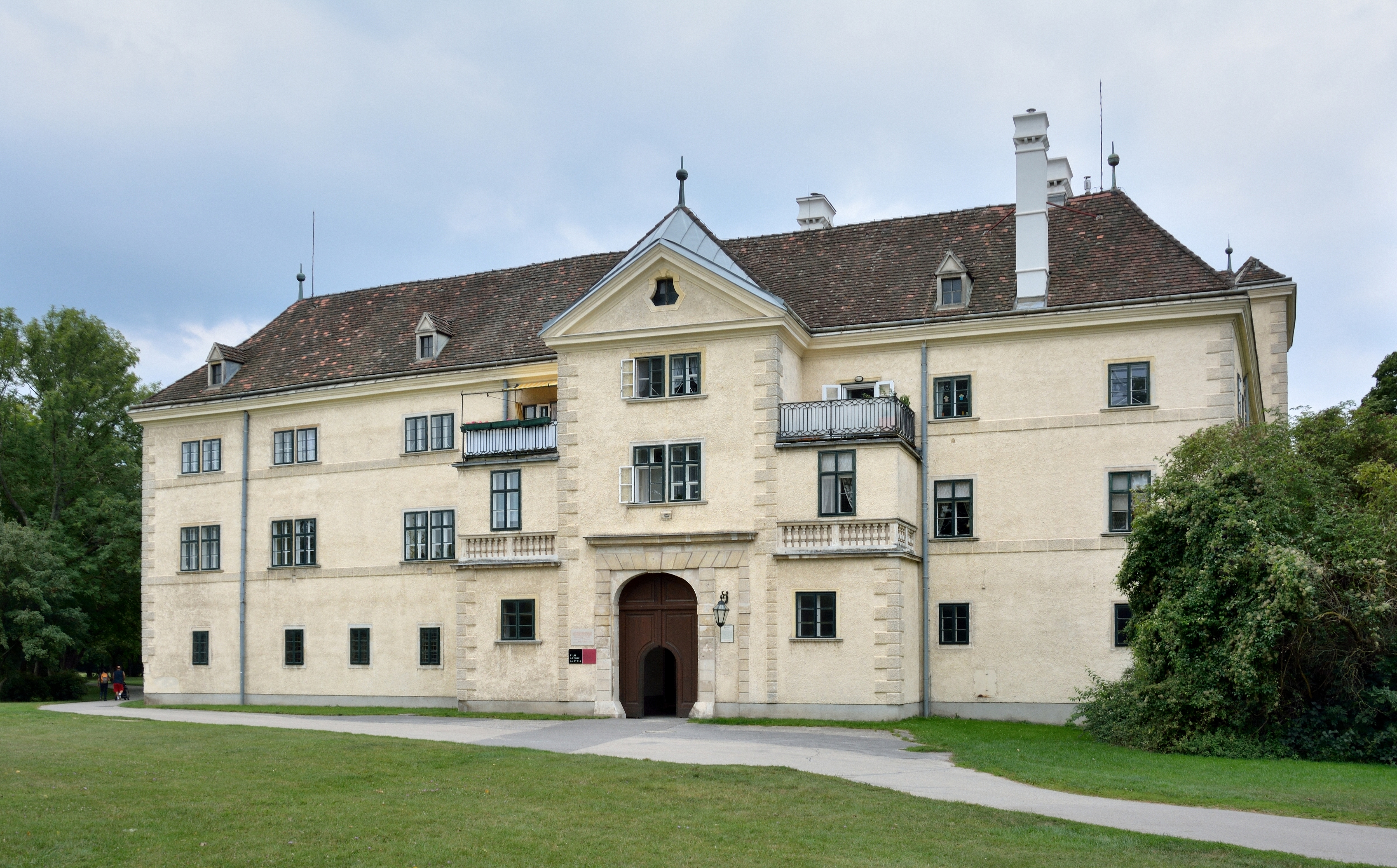
L'ancien château de Laxenbourg.

Le parc, qui était une vaste zone de chasse, vient du premier château du XIIIe siècle, propriété des seigneurs de Lachsenburg. Lorsque la lignée s'éteignit au cours du siècle suivant, la propriété revient aux Habsbourg, ducs d'Autriche depuis 1278. Le duc Albert III fit reconstruire le pavillon de chasse qui va devenir sa résidence préférée où il meurt en 1395. Par la suite, le bâtiment tombe en ruine jusqu'à ce que l'empereur Léopold Ier  demande à l'architecte Lodovico Burnacini (1636-1707) une rénovation dans le style baroque. Lors du siège de Vienne en 1683, le château est détruit par les forces ottomanes puis reconstruit en y ajoutant un étage. Au XVIIIe siècle, les douves sont comblées.
Dans une tour du château, une chapelle est créée, mentionnée déjà en 1332. Selon des lettres, une autre est refaite en 1389. Les statues viennent de l'église du Leopoldsberg. En 1755, elle est rénovée dans un style baroque et confiée à l'église Sainte-Anne de Vienne, sous l'autorité des salésiens. Jusqu'à la Première Guerre mondiale, le château sert à côté du nouveau château comme résidence de printemps aux Habsbourg.
Dans les années 1970, le château et la chapelle sont réparés des dégâts causés par la Seconde Guerre mondiale. Le vieux château accueille la cinémathèque Filmarchiv Austria. La chapelle est maintenant utilisée pour des concerts, des mariages et autres festivités.

## Blauer Hof

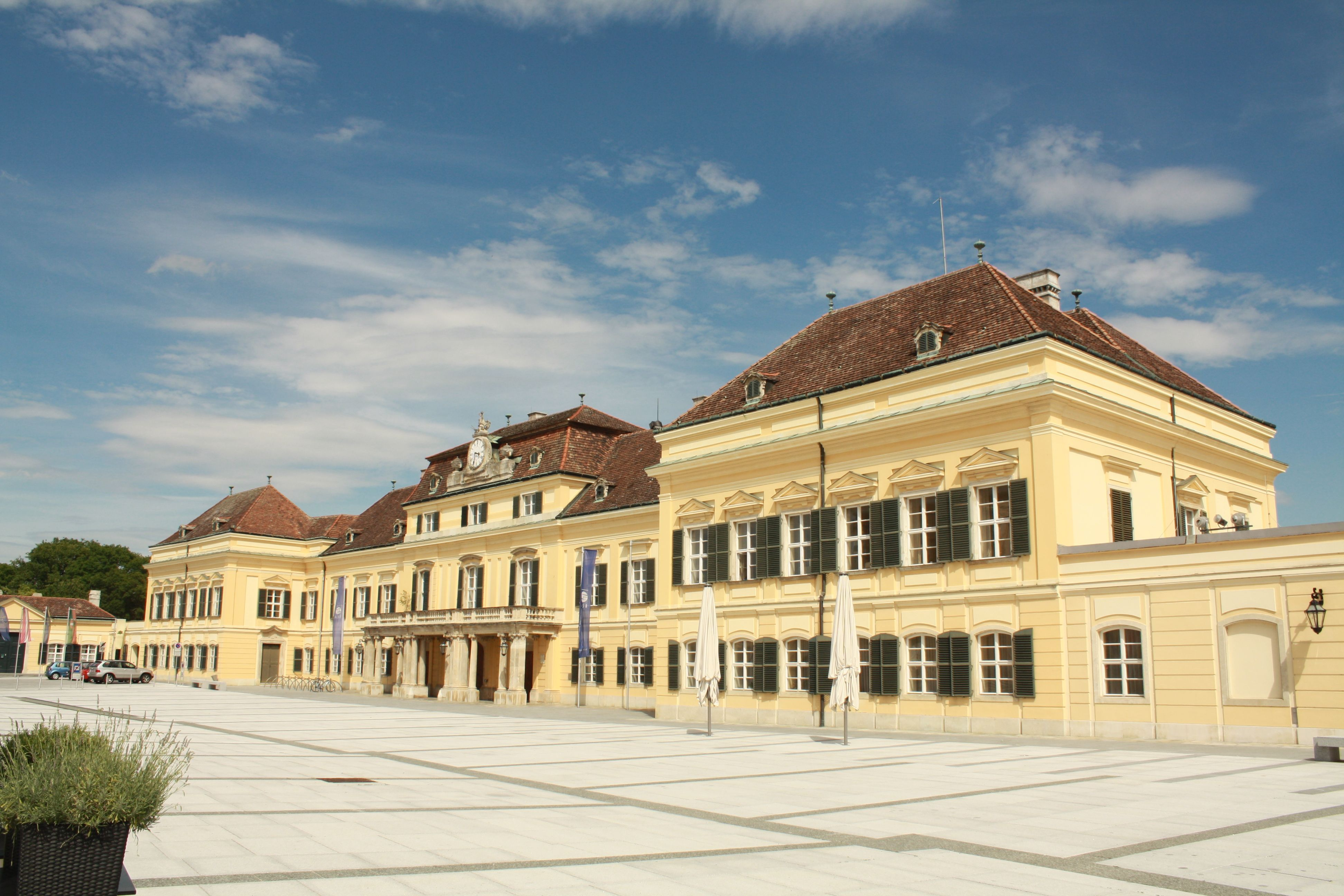
Blauer Hof, Laxenbourg.

Le nouveau château Blauer Hof, un manoir indépendant appartenant à Melchior Arguello, est mentionné pour la première fois dans un acte de 1544. Entre 1710 et 1720, il a été élargi par le comte Frédéric-Charles de Schönborn-Buchheim, vice-chancelier du Saint-Empire. Après sa vente, les propriétaires changent souvent. Le bâtiment tient ainsi son nom de l'un de ses détenteurs, à Sebastian von Ploenstein (Blauenstein). La reconstruction est réalisée par l'architecte Lukas von Hildebrandt (1668-1745). En 1762, l’impératrice Marie-Thérèse demande à Nicolò Pacassi (1716-1790), architecte de la cour, de l'agrandir encore visant à satisfaire les besoins de sa grande famille. Il a également conçu les plans du réfectoire et du théâtre privé.
Pendant l'occupation de l'Autriche après la Seconde Guerre mondiale, le Blauer Hof était le siège d'un commandement de l'Armée rouge. Aujourd'hui, il abrite l'Institut international pour l'analyse des systèmes appliqués qui y tient des conférences. Il accueille aussi l'académie internationale de lutte contre la corruption.

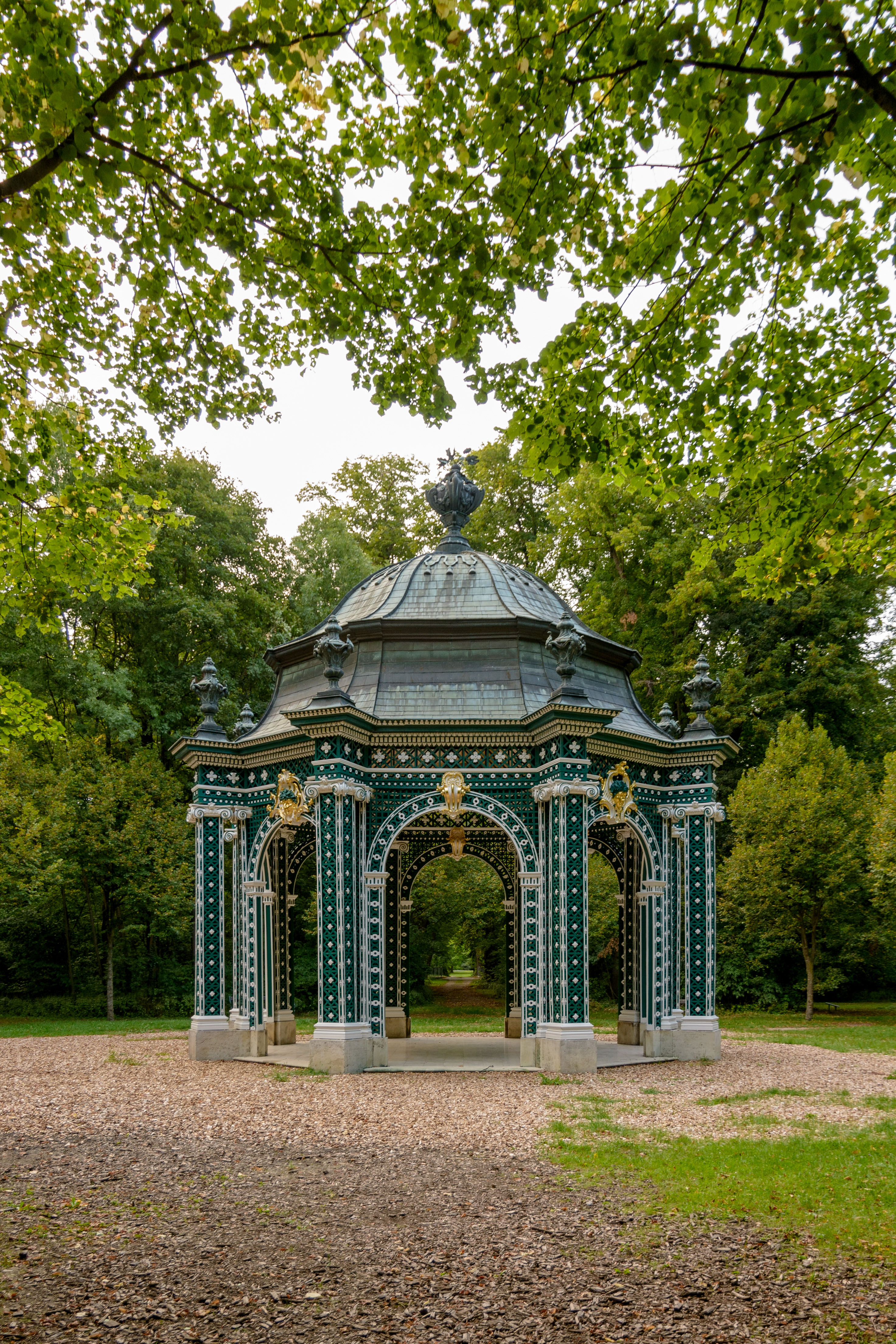
Le Temple de Diane.

## Parc du château
Sous le règne de l'empereur Joseph II, à partir de 1780, le parc de Laxenbourg, grand de 250 hectares, a été transformé en jardin à l'anglaise ; contrairement au parc du château de Schönbrunn qui conserve un style à la française. Le parc possède un étang de 25 ha, au centre il y a une île sur laquelle l'empereur François Ier d'Autriche jusqu'en 1836 fit construire le château de Franzensburg qui porte son nom.
Alors que le parc est proche de la rivière Schwechat, il est alimenté par la Triesting à Münchendorf au sud-est. En 1801, un canal est fait entre la Triesting et l'étang.
Outre de plusieurs arbres remarquables, le parc comprend d'autres monuments historiques, notamment la Maison des esprits, de l'architecte Johann Ferdinand Hetzendorf von Hohenberg (de), un caprice de l'impératrice, détruit par l'armée napoléonienne, qui reste encore aujourd'hui en ruines malgré les nombreux plans conservés.
Au bout de l'allée traversant la forêt, se trouve un pavillon octogonal de 1760 appelé le temple de Diane. Marie-Thérèse en fait sa résidence préférée et vient ici jouer aux cartes.

## Source, notes et références
- (de) Cet article est partiellement ou en totalité issu de l’article de Wikipédia en allemand intitulé « Schlösser von Laxenburg » (voir la liste des auteurs).